# کاترینا کالیتکو
کاترینا کالیتکو (انگلیسی: Kateryna Kalytko؛ زادهٔ ۸ مارس ۱۹۸۲) نویسنده، شاعر، و مترجم اهل اوکراین است.